# Noz
Noz est une chaîne de magasins française de déstockage généraliste.
L'enseigne commercialise des produits, de tous types et de toutes marques, en provenance d'industriels, de fabricants et de distributeurs en majorité français et européens, issus d'invendus, de surstocks, d'annulation de commande, de fins de séries, de liquidations judiciaires ou de sinistres. L'enseigne généraliste vend de tout : textile, chaussures, accessoires de mode, décoration, bagagerie, vaisselle, produits alimentaires, surgelés, boissons, vins, livres, ou produits de beauté.
En avril 2025, l'enseigne compte 336 magasins.

## Historique
En 1976, Rémy Adrion, actuel dirigeant et classé 220e fortune de France en 2018 par Challenges, achète un lot de vêtements issu de la liquidation judiciaire d'une usine. Le 20 juillet 1976, il ouvre son premier magasin à Laval appelé « Le Soldeur ».
Le concept trouve son public et Le Soldeur atteint 10 magasins en 1987, principalement situés en Bretagne et dans les Pays de la Loire. « Le Soldeur » se dote d'une centrale d'achats, d'une plate-forme logistique à Loiron (nommée Anjoulog au 32 Rue d'Anjou) et poursuit son expansion en rachetant la société La Foire aux Affaires[source secondaire souhaitée].
En 1992, après la parution d’une réglementation interdisant le mot « solde » dans une nomination commerciale, l'enseigne change de nom et devient « Noz »[source secondaire souhaitée].
En 2000, Noz reprend les magasins Mondia Mode. Avec déjà une cinquantaine de magasins, l'enseigne étend son nombre de points de vente tout en se déployant vers le Nord et l'Est de la France.
En 2003, Noz ouvre son 100e magasin à Landerneau dans le Finistère.
En 2004, l'enseigne crée sur son siège de Laval l'école Noz, dans le but de former au métier de déstockeur.
En 2012, les bureaux de Noz se déplacent à Saint-Berthevin et deviennent le Campus Noz[source secondaire souhaitée] puis l'ouverture du 200e magasin à Pamiers dans l'Ariège.
La principale entité est la Société de Franchise Noz.
En septembre 2022, Noz ferme une vingtaine de magasins en France. L'enseigne parle des effets conjugués de difficultés d'approvisionnement et d'absence de résultats pour ces magasins qui ferment. Pour LSA il s'agit plus concrètement de la concurrence qui s'est exacerbée entre Noz, B&M et Action, surtout lorsqu'une enseigne concurrente s'est développée à côté de Noz,.
Le groupe Futura Finances dont le siège social est situé sur le domaine de Lorca à Cassis (Bouches-du-Rhône) emploie plus de 2400 employés et réalise 260 M€ de chiffre d'affaires. Le réseau de distribution est assuré par les 170 points de vente présents sur 63 départements en France et qui sont uniquement destinés à la vente de produits issus de surstocks achetés par la société sœur, Futura Trading qui assure la reprise d'invendus tous produits auprès de sociétés ou magasins en faillites, qui font l'objet d'un gros stocks de fin de série, de sinistres, de surstocks ou de second choix.
Dans un souci d'optimisation des temps de trajet, la société NOZ Futura Trading SAS possède un aéronef basé sur l'Aéroport de Laval - La Mayenne et sur celui du Castellet, un Cessna 550 Citation II immatriculé G-EJEL (immatriculé en Grande-Bretagne), construit en 1990. Futura Finances a déjà eu des participations dans des sociétés d'aviation comme Maine Anjou Aviation (basée sur l'aéroport d'Angers Avrillé puis 32 Rue d'Anjou à Loiron, plateforme logistique de Noz), Locavia 49 (basée sur l'aéroport de Cholet) qui est devenue ensuite Locavia France (basée sur Nantes puis l'aéroport de Cholet puis l'aéroport de Nantes pour finir 32 Rue d'Anjou à Loiron-53-).

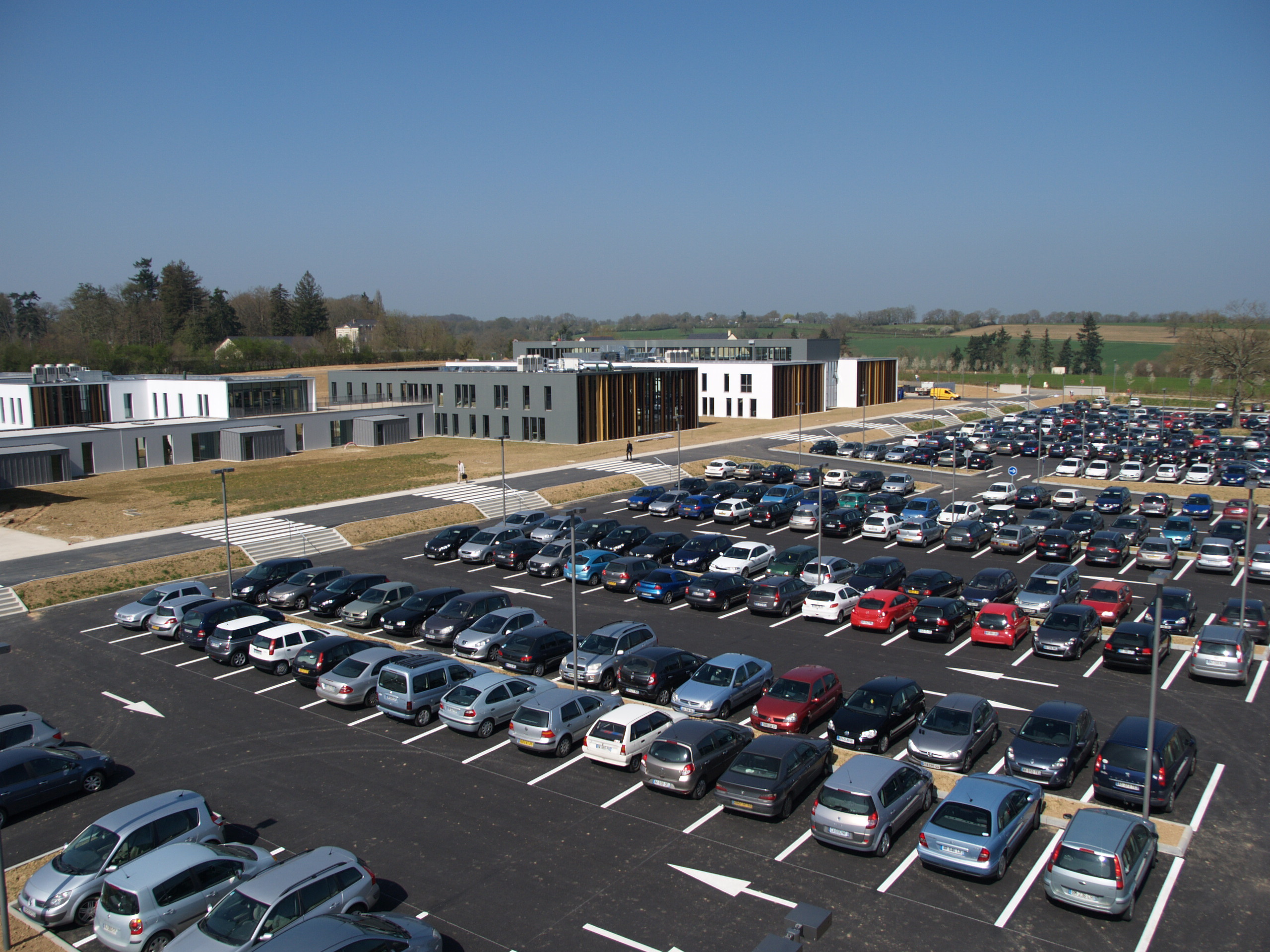
Siège social Noz à Saint-Berthevin (Mayenne).

En novembre 2022, Remy Adrion et sa famille sont classés 291e fortune de France par Challenges et 21e dans le secteur de la distribution.
Le 2 novembre 2022, soit un mois après la liquidation judiciaire de Camaïeu, a eu lieu la vente aux enchères à Vendeville, près de Lille. Au terme de deux heures d’enchères, Noz remporte la quasi-totalité des lots proposés sauf les deux plus petits à savoir les stocks des magasins de Corse et Monaco, là où il n’y a pas de magasins Noz à proximité, soit en tout, 1.5 million de pièces de prêt-à-porter et accessoires[source secondaire souhaitée].
Début février 2023, Noz récupère les stocks de la plateforme anglaise Made.com, spécialiste de vente de meubles. Au total, Noz annonce avoir mis la main sur 113 000 articles de décoration tendance et 28 000 pièces de mobilier design.

## Litiges
Fin septembre 2015, le fondateur de Noz est condamné pour avoir entravé la libre désignation des délégués du personnel et eu une activité lucrative de prêt de main d’œuvre entre les différentes sociétés du groupe.

## Performances de l'entreprise
En 2021, Noz revendique :
- 313 magasins
- 550 millions d'euros de chiffre d'affaires
- 12 plates-formes logistiques
- 6 000 collaborateurs

Compte tenu de la structure complexe du groupe, ces données ne sont pas vérifiables.
En avril 2025, le nombre de magasins s'élève à 336. Le chiffre d'affaires 2024 est de 793 millions d'euros.